# اوساچی هاماگوچی
اوساچی هاماگوچی (انگلیسی: Osachi Hamaguchi؛ زاده ۱ آوریل ۱۸۷۰ درگذشته ۲۶ اوت ۱۹۳۱) یک سیاست‌مدار اهل ژاپن بود.